# Brahmanavadadodderi, Sorab
Brahmanavadadodderi là một làng thuộc tehsil Sorab, huyện Shimoga, bang Karnataka, Ấn Độ.